# Gwen Ffrangcon Davies
Dame Gwen Lucy Ffrangcon Davies DBE (* 25. Januar 1891 in London; † 27. Januar 1992 in Stambourne, Essex) war eine britische Theater- und Filmschauspielerin.

## Leben

### Herkunft und Jugend
Gwen Ffrangcon Davies war die Tochter des walisischen Opernsängers David Ffrangcon Davies (1855–1918) und seiner Frau Annie Francis Rayner. Ihr Vater benannte sich nach dem walisischen Tal Nant Ffrancon in der Nähe seines Geburtsortes Bethesda und benutzte eine ältere Schreibweise. Der Name wird häufig als Ffrancon Davies oder Francon Davies falsch geschrieben, oft auch mit Bindestrich. Sie hatte zwei jüngere Geschwister, Marjorie (1893–?), die Erfolge als Sängerin feierte, und Geoffrey (1895–1915), der im Ersten Weltkrieg fiel. Sie lebte als Kind einige Zeit in Berlin, wo ihr Vater sang. Ihre Eltern waren befreundet mit Ellen Terry, die Ffrangcon Davies schon als 14-Jährige ermutigte, Schauspielerin zu werden. 1908 schloss sie die Schule ab und ging für ein Jahr nach Deutschland zurück, um in Watzum bei Braunschweig als Hilfslehrerin zu arbeiten.

### Karriere
Ffrangcon Davies begann ihre Karriere 1911 als Statistin in Shakespeares Mittsommernachtstraum. Ihre ersten Erfolge feierte sie jedoch als Sängerin. Sie sang 1919/20 die Etain in der Oper The Immortal Hour von Rutland Boughton bei den Festspielen in Glastonbury. In den 1920er Jahren arbeitete sie sich zu einer der Hauptdarstellerinnen des Birmingham Repertory Theatre empor. Zu ihren bedeutendsten Rollen gehörte die der Eve in der britischen Uraufführung von George Bernhard Shaws Back to Methuselah 1923 in Birmingham. 1924 spielte sie die Julia neben John Gielgud als Romeo in Shakespeares Romeo und Julia, obwohl sie 13 Jahre älter war als der damals 20-jährige Gielgud. Von dieser Aufführung sind Stummfilmaufnahmen erhalten. Sie stieg zu einer der führenden Shakespeare-Darstellerinnen ihrer Generation auf und interpretierte in ihrer Karriere fast alle seine weiblichen Hauptrollen, darunter Kleopatra und Lady MacBeth, trotzdem blieb ihr Name vor allem mit der Rolle der Julia verbunden.
Ihre Bekanntschaft mit Gielgud führte zu ihrer Rolle in Richard of Bordeaux, einem Stück von Gordon Daviot. Gielgud führte bei der Inszenierung 1932 selbst Regie und feierte damit einen seiner ersten und größten Erfolge. Das Stück lief über ein Jahr am Londoner West End und anschließend auf Tournee durch Großbritannien. Im selben Jahr traf sie den Maler Walter Sickert, der ein großer Bewunderer des Theaters war und ihr einen Fanbrief geschrieben hatte. Er entdeckte in einem ihrer Alben eine Fotografie von Bertram Park, die sie 1923 als Isabelle de France in Christopher Marlowes Edward II. zeigte. Nach dieser Fotografie schuf er das Gemälde Miss Gwen Ffrangcon-Davies as Isabella of France, das heute Bestandteil der Tate Gallery ist. 1933 porträtierte sie der ungarisch-britische Künstler Philip Alexius de László.
Neben ihrer Theaterkarriere trat sie Ende der 30er Jahre auch erstmals in Filmen auf. 1936 gab sie ihr Leinwanddebüt als Mary Tudor im Film Tudor Rose. Im Film Richard of Bordeaux spielte sie 1938 erneut Anne von Böhmen, die sie bereits auf der Theaterbühne verkörpert hatte.
Gemeinsam mit ihrer Schauspielkollegin Marda Vanne, mit der sie seit der ersten Begegnung in London 1926 eine enge und lebenslange Freundschaft verband, ging sie 1940 in Südafrika auf Theatertournee. Von der aus Südafrika stammenden Vanne finanziert, war die Tournee ein beachtlicher Erfolg und belebte das Theater in Südafrika. Dort machte sie auch die Bekanntschaft des späteren Johannesburger Theaterdirektors Cecil Williams, die sich zu einer Freundschaft entwickelte, der Briefwechsel mit Ffrangcon Davies prägte in den folgenden Jahren Wiliams Verständnis des Theaters. Gemeinsam mit André Huguenet setzte sie sich für ein südafrikanisches Nationaltheater ein. Ffrangcon Davies kehrte im selben Jahr nach London zurück, um mit Gielgud in MacBeth zu spielen, setzte ihre Arbeit in Südafrika aber 1943 fort. 1950 führte sie Regie bei einer Inszenierung von MacBeth in Afrikaans.
Zurück in England trat sie weiterhin vor allem im Theater auf, ihre bekanntesten Rollen waren 1958 Mary Tyrone in Long Day’s Journey Into Night von Eugene O’Neill und 1965 Amanda Wingfield in The Glass Menagerie von Tennessee Williams. Als Film- und Fernsehschauspielerin war sie nicht vergleichbar erfolgreich, sie spielte einige kleinere Rollen, vor allem in Horrorfilmen und britischen Fernsehserien.
Sie beendete ihre Theaterkarriere 1970 mit einer Rolle in Anton Tschechows Onkel Wanja. Sie trat aber bis ins hohe Alter weiterhin in Fernsehspielen der BBC und bei Galas auf. Im Alter von 100 Jahren wurde sie 1991 für ihre Verdienste um das Theater zum Dame Commander of the British Empire ernannt. Im selben Jahr war sie zum letzten Mal in einer Sherlock-Holmes-Verfilmung im Fernsehen zu sehen.

### Privates
Ffrangcon Davies lebte gut 60 Jahre lang in Tagley Cottage in Stambourne in Essex. Das Cottage hatte sie 1934 gemeinsam mit Marda Vanne erworben. Sie heiratete nie, aber unterhielt viele private und professionelle Freundschaften mit Schauspiel- und Theaterkollegen, die engste mit ihrer Freundin Marda Vanne. Sie pflegte persönliche Kontakte zu Dodie Smith und John Gielgud, die Wohnsitze in ihrer Nähe in Finchingfield besaßen, damals ein beliebtes Refugium für Künstler. Ihr Nachlass enthielt Briefe von Cecil Williams, Peggy Ashcroft, Laurence Olivier und Vivien Leigh. Wie ihre Kollegin und Freundin Edith Evans war sie eine Anhängerin der Christian-Science-Bewegung. Sie starb zwei Tage nach ihrem 101. Geburtstag in ihrem Cottage.

## Filmografie
- 1936: Tudor Rose
- 1938: Richard of Bordeaux (TV)
- 1939: Gas Light (TV)
- 1966: Der Teufel tanzt um Mitternacht (The Witches)
- 1968: Die Braut des Teufels (The Devil Rides Out)
- 1968: The Burning
- 1970: Leo, der Letzte (Leo the Last)
- 1976: Das Bildnis des Dorian Gray (The Picture of Dorian Gray)